# Liste des députés de la onzième législature du Landtag de Rhénanie-Palatinat
Cette liste présente les 100 membres de la 11e législature du Landtag de Rhénanie-Palatinat au moment de leur élection le 17 mai 1987 lors des élections régionales de 1987 en Rhénanie-Palatinat. Elle présente les élus du land et précise si l'élu a été élu dans le cadre d'une des 4 circonscriptions.

## Répartition des sièges

Répartition des sièges du Landtag de Rhénanie-Palatinat en 1987

| Parti | Parti                                        | Voix      | Voix  | Sièges  | Sièges        | Sièges | Sièges | Sièges |
| Parti | Parti                                        | Votes     | %     | Députés | +/-           |        |        |        |
| ----- | -------------------------------------------- | --------- | ----- | ------- | ------------- | ------ | ------ | ------ |
|       | Union chrétienne-démocrate d'Allemagne (CDU) | 981 412   | 45,07 | 48      | 9             |        |        |        |
|       | Parti social-démocrate d'Allemagne (SPD)     | 844 241   | 38,77 | 40      | 3             |        |        |        |
|       | Parti libéral-démocrate (FDP)                | 158 964   | 7,30  | 7       | 7             |        |        |        |
|       | Les Verts (Grünen)                           | 128 653   | 5,91  | 5       | 5             |        |        |        |
|       |                                              |           |       |         |               |        |        |        |
| Total | Total                                        | 2 205 967 | 100   | 100     | en stagnation |        |        |        |

## Élus
| Circonscription           | Nom                        |  | Parti  |
| ------------------------- | -------------------------- |  | ------ |
| Deuxième circonscription  | Franz Peter Basten         |  | CDU    |
| Première circonscription  | Hans-Artur Bauckhage       |  | FDP    |
| Quatrième circonscription | Kurt Beck                  |  | SPD    |
| Troisième circonscription | Elvira Bickel              |  | CDU    |
| Troisième circonscription | Gisela Bill                |  | Grünen |
| Troisième circonscription | Franz Josef Bischel        |  | CDU    |
| Troisième circonscription | Kurt Böckmann              |  | CDU    |
| Deuxième circonscription  | Christoph Böhr             |  | CDU    |
| Quatrième circonscription | Detlef Bojak               |  | SPD    |
| Troisième circonscription | Ernst-Günter Brinkmann     |  | SPD    |
| Première circonscription  | Karl Peter Bruch           |  | SPD    |
| Troisième circonscription | Rainer Brüderle            |  | FDP    |
| Quatrième circonscription | Gisela Büttner             |  | CDU    |
| Première circonscription  | Hans Dahmen                |  | CDU    |
| Quatrième circonscription | Alois Dauenhauer           |  | CDU    |
| Deuxième circonscription  | Jürgen Debus               |  | SPD    |
| Quatrième circonscription | Hans Hermann Dieckvoß      |  | FDP    |
| Troisième circonscription | Heinz-Georg Diehl          |  | CDU    |
| Troisième circonscription | Harald Dörr                |  | Grünen |
| Première circonscription  | Heinz Düber                |  | CDU    |
| Troisième circonscription | Helga Düchting             |  | SPD    |
| Première circonscription  | Ludwig Eich                |  | SPD    |
| Quatrième circonscription | Günter Eymael              |  | FDP    |
| Quatrième circonscription | Rudolf Franzmann           |  | SPD    |
| Première circonscription  | Rudi Geil                  |  | CDU    |
| Quatrième circonscription | Karl August Geimer         |  | CDU    |
| Troisième circonscription | Georg Gölter               |  | CDU    |
| Deuxième circonscription  | Christoph Grimm            |  | SPD    |
| Troisième circonscription | Hans-Henning Grünwald      |  | CDU    |
| Troisième circonscription | Klaus Hammer               |  | SPD    |
| Deuxième circonscription  | Ursula Hansen              |  | CDU    |
| Première circonscription  | Josef Happ                 |  | CDU    |
| Troisième circonscription | Roland Härtel              |  | SPD    |
| Troisième circonscription | Gernot Heck                |  | CDU    |
| Deuxième circonscription  | Hans-Günther Heinz         |  | FDP    |
| Deuxième circonscription  | Jürgen Henze               |  | SPD    |
| Première circonscription  | Karl Hoppe                 |  | CDU    |
| Quatrième circonscription | Dieter Hörner              |  | CDU    |
| Première circonscription  | Achim Hütten               |  | SPD    |
| Troisième circonscription | Gerd Itzek                 |  | SPD    |
| Première circonscription  | Eda Jahns                  |  | SPD    |
| Troisième circonscription | Karl Heinz Jürging         |  | SPD    |
| Première circonscription  | Rainer Kaul                |  | SPD    |
| Quatrième circonscription | Theo Kautzmann             |  | CDU    |
| Quatrième circonscription | Emil Wolfgang Keller       |  | CDU    |
| Troisième circonscription | Gerhard Kneib              |  | CDU    |
| Deuxième circonscription  | Fritz Rudolf Körper        |  | SPD    |
| Première circonscription  | Gabriele Kokott-Weidenfeld |  | CDU    |
| Deuxième circonscription  | Helmut Konrad              |  | FDP    |
| Quatrième circonscription | Manfred Kramer             |  | CDU    |
| Quatrième circonscription | Jürgen Kroh                |  | CDU    |
| Deuxième circonscription  | Michael Kutscheid          |  | CDU    |
| Quatrième circonscription | Klaus-Jürgen Lais          |  | SPD    |
| Première circonscription  | Paul Lamboy                |  | CDU    |
| Première circonscription  | Bernd Lang                 |  | SPD    |
| Quatrième circonscription | Roland Lang                |  | SPD    |
| Deuxième circonscription  | Werner Langen              |  | CDU    |
| Deuxième circonscription  | Ernst Lautenbach           |  | CDU    |
| Deuxième circonscription  | Evi Linnerth               |  | SPD    |
| Deuxième circonscription  | Albrecht Martin            |  | CDU    |
| Deuxième circonscription  | Joachim Mertes             |  | SPD    |
| Première circonscription  | Lambert Mohr               |  | CDU    |
| Première circonscription  | Dieter Muscheid            |  | SPD    |
| Quatrième circonscription | Clemens Nagel              |  | SPD    |
| Deuxième circonscription  | Gisela Neubauer            |  | CDU    |
| Première circonscription  | Heinz Neuhaus              |  | CDU    |
| Première circonscription  | Margot Nienkämper          |  | CDU    |
| Deuxième circonscription  | Carsten Pörksen            |  | SPD    |
| Quatrième circonscription | Fritz Preuss               |  | SPD    |
| Deuxième circonscription  | Udo Reichenbecher          |  | SPD    |
| Deuxième circonscription  | Josef Reinert              |  | CDU    |
| Première circonscription  | Heinrich Reisinger         |  | FDP    |
| Troisième circonscription | Michael Reitzel            |  | SPD    |
| Quatrième circonscription | Kurt Rocker                |  | CDU    |
| Deuxième circonscription  | Günter Rösch               |  | SPD    |
| Première circonscription  | Gerhard Roth               |  | SPD    |
| Troisième circonscription | Jeanette Rott              |  | SPD    |
| Première circonscription  | Gernot Rotter              |  | Grünen |
| Première circonscription  | Rudolf Scharping           |  | SPD    |
| Quatrième circonscription | Hans-Dieter Scherthan      |  | CDU    |
| Troisième circonscription | Dieter Schiffmann          |  | SPD    |
| Première circonscription  | Ulrich Schmalz             |  | CDU    |
| Quatrième circonscription | Gerhard Schmidt            |  | SPD    |
| Première circonscription  | Ulla Schmidt               |  | CDU    |
| Quatrième circonscription | Willi Schmidt              |  | SPD    |
| Deuxième circonscription  | Dieter Schmitt             |  | CDU    |
| Quatrième circonscription | Helma Schmitt              |  | CDU    |
| Quatrième circonscription | Georg Adolf Schnarr        |  | CDU    |
| Quatrième circonscription | Ingrid Schneider           |  | SPD    |
| Première circonscription  | Leo Schönberg              |  | CDU    |
| Troisième circonscription | Peter Schuler              |  | CDU    |
| Première circonscription  | Brigitte Schütze           |  | CDU    |
| Quatrième circonscription | Günther Schwamm            |  | SPD    |
| Première circonscription  | Franz Schwarz              |  | SPD    |
| Première circonscription  | Harald Schweitzer          |  | SPD    |
| Première circonscription  | Wilhelm Josef Sebastian    |  | CDU    |
| Quatrième circonscription | Manfred Seibel             |  | Grünen |
| Première circonscription  | Hans Seichter              |  | SPD    |
| Première circonscription  | Heinz Sondermann           |  | SPD    |
| Première circonscription  | Gerhard Steffens           |  | CDU    |
| Deuxième circonscription  | Horst Steffny              |  | Grünen |
| Deuxième circonscription  | Hans Tölkes                |  | CDU    |
| Troisième circonscription | Bernhard Vogel             |  | CDU    |
| Première circonscription  | Heinz Peter Volkert        |  | CDU    |
| Deuxième circonscription  | Carl-Ludwig Wagner         |  | CDU    |
| Quatrième circonscription | Herbert Waldenberger       |  | CDU    |
| Deuxième circonscription  | Klaus Weinmann             |  | SPD    |
| Troisième circonscription | Karl-Heinz Weyrich         |  | SPD    |
| Troisième circonscription | Hans-Otto Wilhelm          |  | CDU    |
| Deuxième circonscription  | Wolfgang Wittkowsky        |  | CDU    |
| Première circonscription  | Werner Wittlich            |  | CDU    |
| Deuxième circonscription  | Günther Wollscheid         |  | CDU    |